# Torneo de Halle 2008
El Torneo de Halle de 2008 es un torneo de tenis del ATP Tour 2008. El torneo tuvo lugar en el Gerry Weber Stadion en Halle, Westfalia, Alemania, desde el 7 de junio hasta el 15 de junio, de 2008. El torneo fue un evento correspondiente al ATP International Series. 

## Campeones

### Individual
Roger Federer vence a  Philipp Kohlschreiber 6–3, 6–4
- Para Federer fue el 2.º título de la temporada, y el 55.º de su carrera. Fue su quinta victoria en este torneo, después de ganarlo también en 2003, 2004, 2005 y 2006.

### Dobles
Mijaíl Yuzhny /  Mischa Zverev vencen a  Lukas Dlouhy /  Leander Paes, 3–6, 6–4, 10–3